# Collegiata di Sant'Ubaldo
La collegiata di Sant'Ubaldo (in francese: collégiale Saint-Thiébaut), è una chiesa gotica nella città di Thann, in Alsazia. Rappresenta, dopo la cattedrale di Strasburgo l'edificio gotico più importante della regione.

## Storia
La città viene menzionata per la prima volta nel 1290, ma già tre anni prima era stata eretta una chiesa dedicata a sant'Ubaldo da Gubbio, morto nel 1160, per conservarvi una reliquia. Il miracolo del "pollice e dell'anello" aveva rapidamente attirato grandi folle, soprattutto provenienti dalle regioni del mar Baltico, verso la piccola borgata.
I pellegrinaggi son così importanti che nel 1324 si iniziò la costruzione di una nuova grande chiesa.
Si partì dalla navata laterale destra e dalla facciata (parti basse), nel 1351 iniziò la costruzione del coro e della torre (la parte a base quadrata). Verso il 1400 il portale principale era terminato. Nel 1432 si consacrò il coro; nel 1492 venne terminata la navata sinistra e nel 1495 la navata centrale.
Una sopraelevazione della torre venne iniziata nel 1506 da Rémy Faesch, e venne terminata solo nel 1516. Tra il 1629 e il 1631 si costruì la cappella della Vergine. Tra il 1887 e il 1895 si aggiunsero nuovi pinnacoli ai contrafforti e le tegole smaltate ai tetti.
Deve il suo titolo di collegiata al collegio dei canonici di Saint-Amarin, ivi installatosi nel 1442.

## Miracolo di sant'Ubaldo
Secondo una leggenda, alla morte di sant'Ubaldo, vescovo di Gubbio, avvenuta nel 1160, il santo lasciò tutti i suoi averi ai poveri, eccetto il bastone episcopale che aveva promesso ad un suo discepolo di origini olandesi. Quest'ultimo non si accontentò e prese anche l'anello, ma nell'atto di sottrarlo, stacco anche il pollice destro del santo. Nascose il tutto dentro il suo bastone da viaggio e scappò. Dopo la traversata delle Alpi, arrivò, il primo luglio 1161, sul luogo ove oggi sorge Thann, dove, appoggiato il suo bastone ad un abete e si addormentò. Al suo risveglio, volendo riprendere il cammino, prese il bastone ma vide che questo aveva messo delle grosse radici. Allo stesso momento il conte de Ferrette, signore del luogo, scorse dall'alto del suo castello tre luci sopra la foresta e si precipitò a vedere. Il discepolo spiegò che lui che stava portando con sé una reliquia, e il signore lo interpretò come uno segno divino, tanto che promise di costruire una cappella dedicata a sant'Ubaldo in quel luogo. Allora il bastone ritirò le sue radici.

## Descrizione

### Inquadramento artistico
Nonostante le sue piccole dimensioni, la collegiata è uno dei capolavori dell'architettura gotico-fiammeggiante del sud dell'Sacro Romano Impero Germanico: l'alzato e le volte costituiscono un esempio dello stile detto gotico tedesco o renano. Sono in particolare notevoli il portale della facciata e la torre.

### Esterno

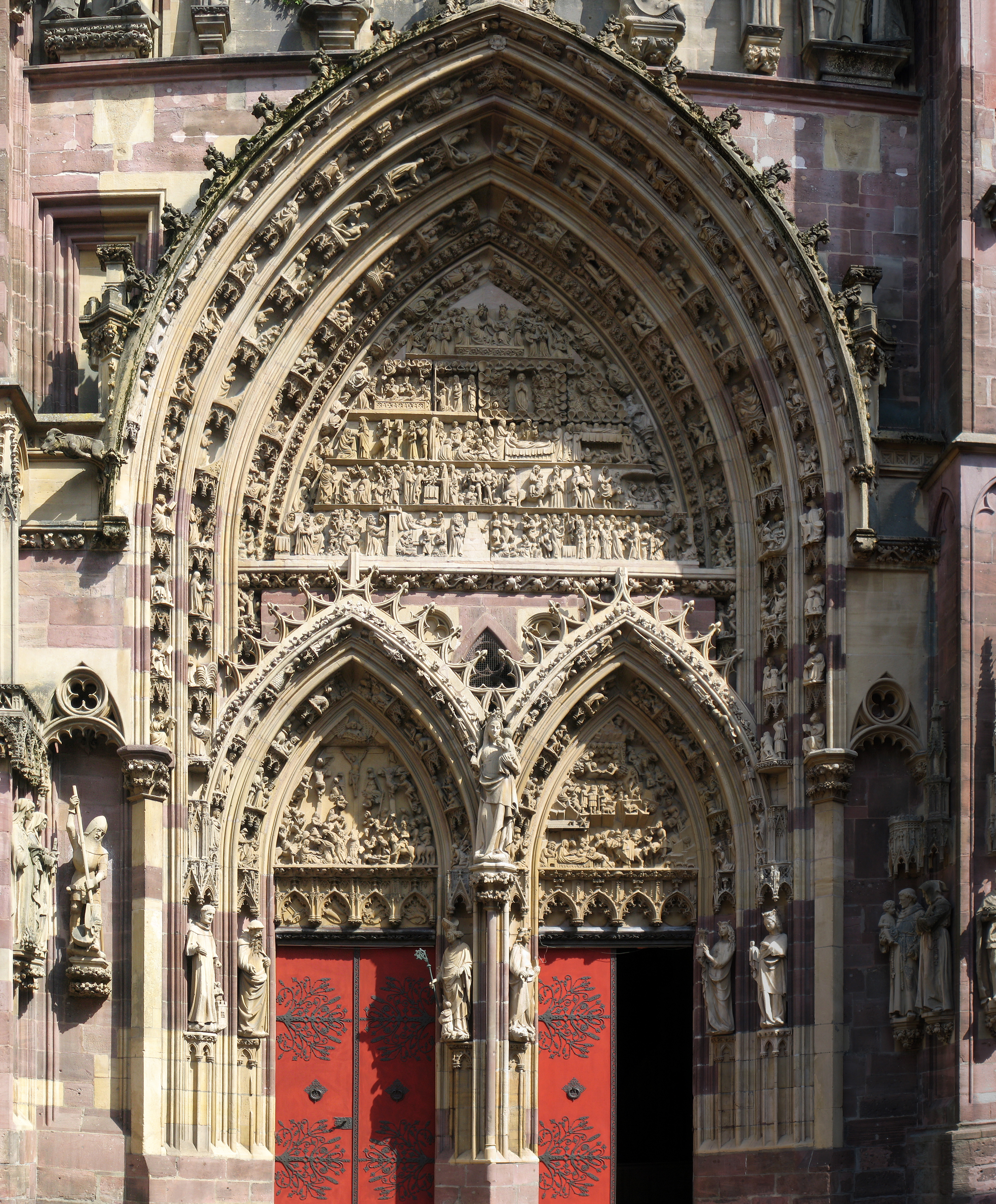
Il portale.

#### Portale principale
Il portale della facciata, eretto a partire dal 1342 e terminato completamente solo nel 1498, misura 18 m d'altezza e 8 di larghezza. Si compone di un portale gemino con archivolti, estradossi con personaggi, e timpani. È sormontato da un altro timpano, più grande, che lo circoscrive, composto di tre archivolti e da una lunetta in cinque parti.  È l'unico esempio di portale a tre timpani in Francia.
In questa composizione si trovano 150 scene scolpite con circa 500 personaggi, che raccontano la Vita della Vergine sulla base di testi biblici e apocrifi, sul timpano principale; la Natività e l'Arrivo dei re magi sul piccolo timpano destro; la Crocifissione su quello sinistro. In cima al portale, Gesù giudice con san Giovanni Battista e la Vergine. Sul frontone è Sant'Ubaldo e i pellegrini.

#### Torre
La torre campanaria, con una altezza totale di 78,14 m è quadrata alla base e ottagona in cima, a partire dall'altezza di 40 m; presenta cuspide a trafori ed è vicina al disegno di quelle della cattedrale di Basilea. Una scala a chiocchiola si apre sul lato sud-ovest. La campana più antica è datata al 1467.

#### Altri elementi esterni
Sulla navata sinistra si apre un altro portale, del 1446, con le statue di San Giovanni Battista e di Sant'Ubaldo.

### Interno

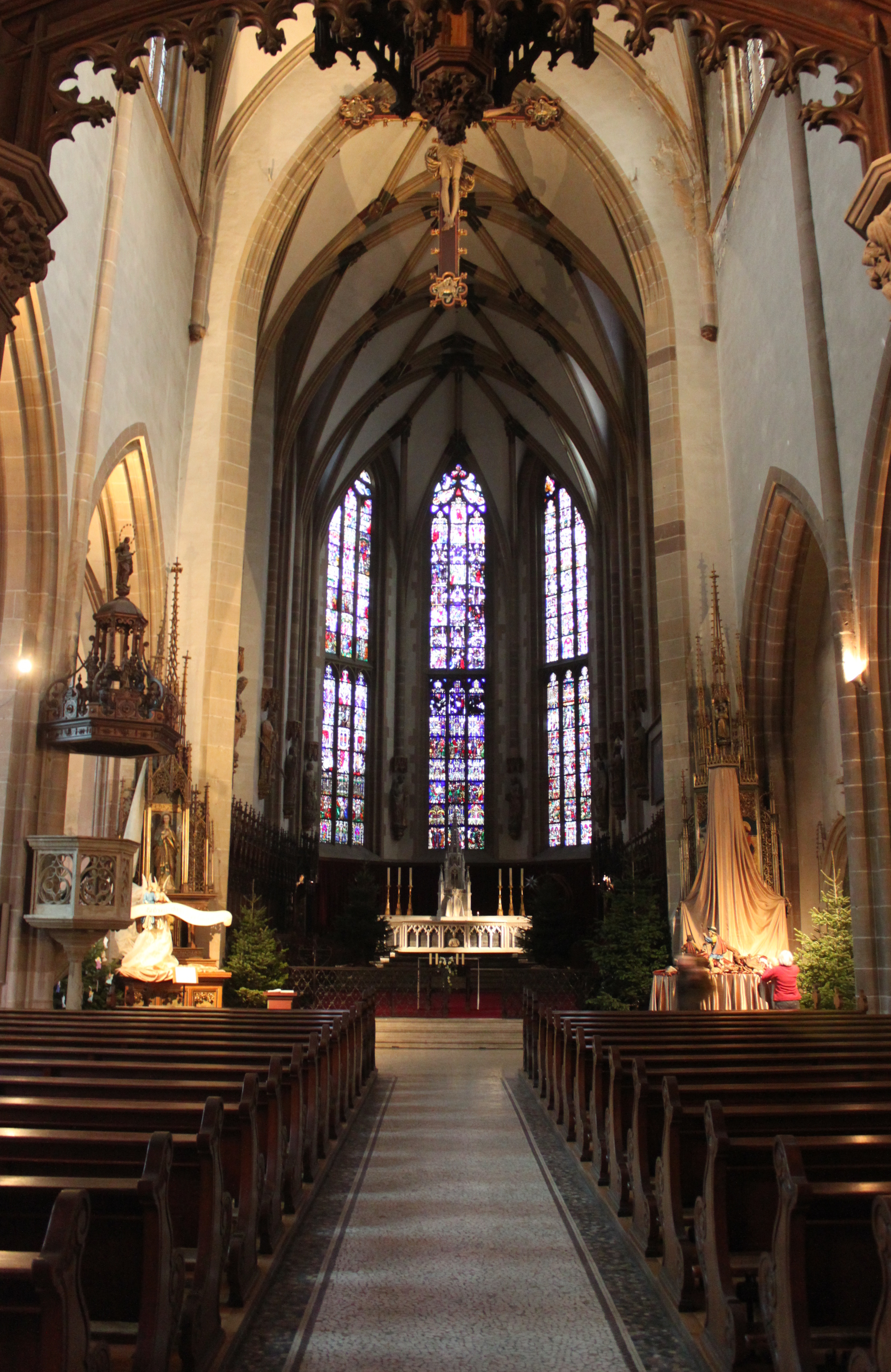
L'interno.

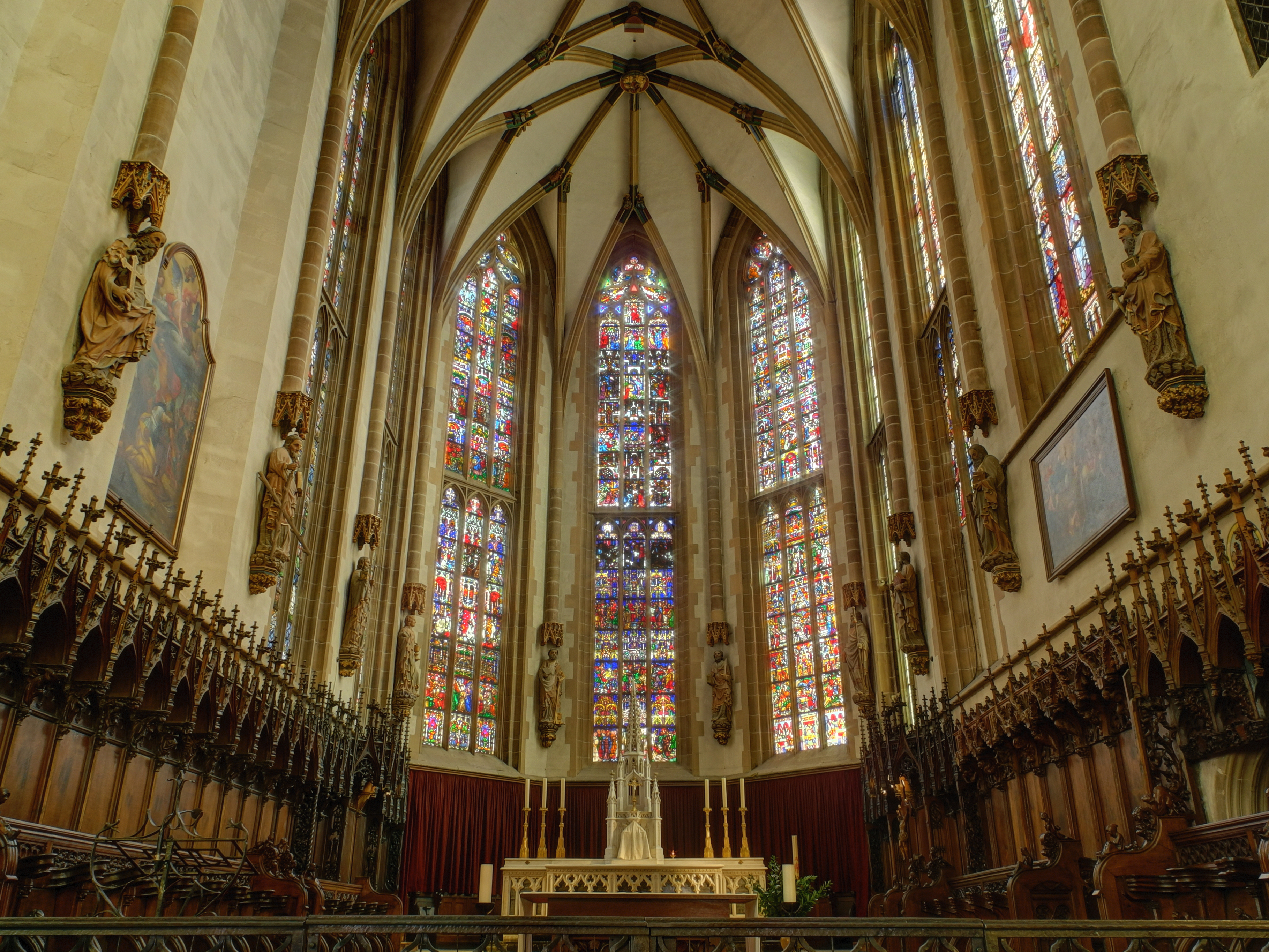
Il coro.

L'interno è diviso in tre navate da pilastri a fascio che reggono volte a stella, particolarmente raffinate quella della navata sinistra.
La navata centrale si presenta senza triforio, secondo il tipico stile del sud-ovest dell'Impero, come nella collegiata di San Martino a Colmar o nel duomo di Ulma.
Il coro ospita otto vetrate istoriate del XV secolo, di 15 m d'altezza, le più ampie vetrate quattrocentesche in Alsazia. Raffigurano Scene della Genesi, i Dieci comandamenti e profezie, la Vita e passione di Cristo, la Vita della Vergine, i Miracoli di sant'Ubaldo, il Martirio di santa Caterina e Santi.
Il coro presenta stalli scolpiti in legno di quercia e noce fra il XV e il XVI secolo.
Le pitture murali barocche sono di F. Hillenweck. Vi si conserva, inoltre, una statua della Madonna dei vignaioli, del 1510.

### Organo a canne

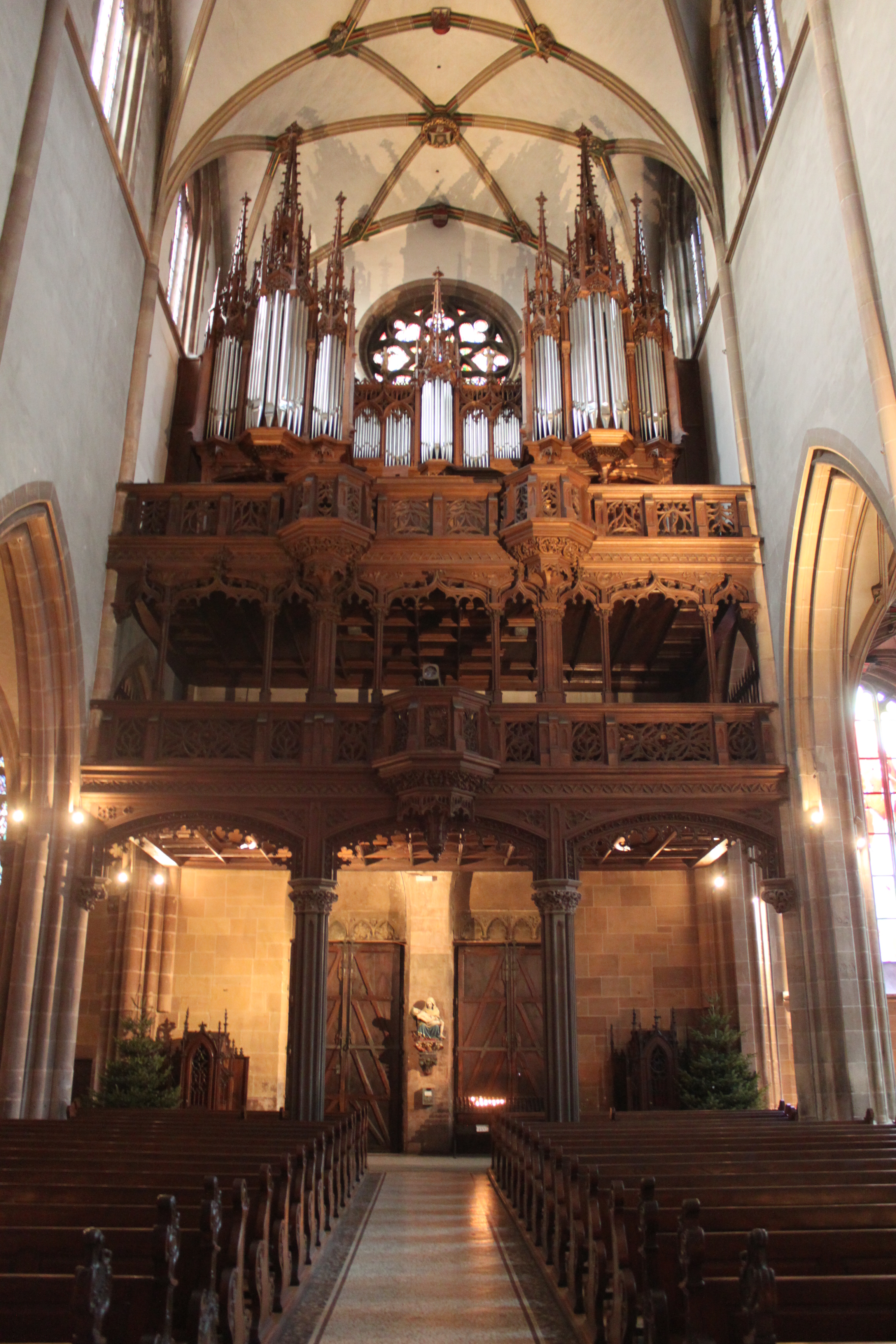
L'organo.

Sulla cantoria in controfacciata, si trova l'organo a canne, costruito nel 1885-1888 dall'organaro Martin Rinckenbach entro una fastosa cassa lignea neogotica appositamente realizzata dalla Maison Klem di Colmar; danneggiato durante la prima guerra mondiale e successivamente più volte modificato, è stato ricostruito tra il 1994 e il 2001 da Bernard Aubertin e Michel Gaillard. Attualmente lo strumento dispone di 49 registri su quattro manuali e pedale, ed è a trasmissione integralmente meccanica.